# Horst Bielfeld

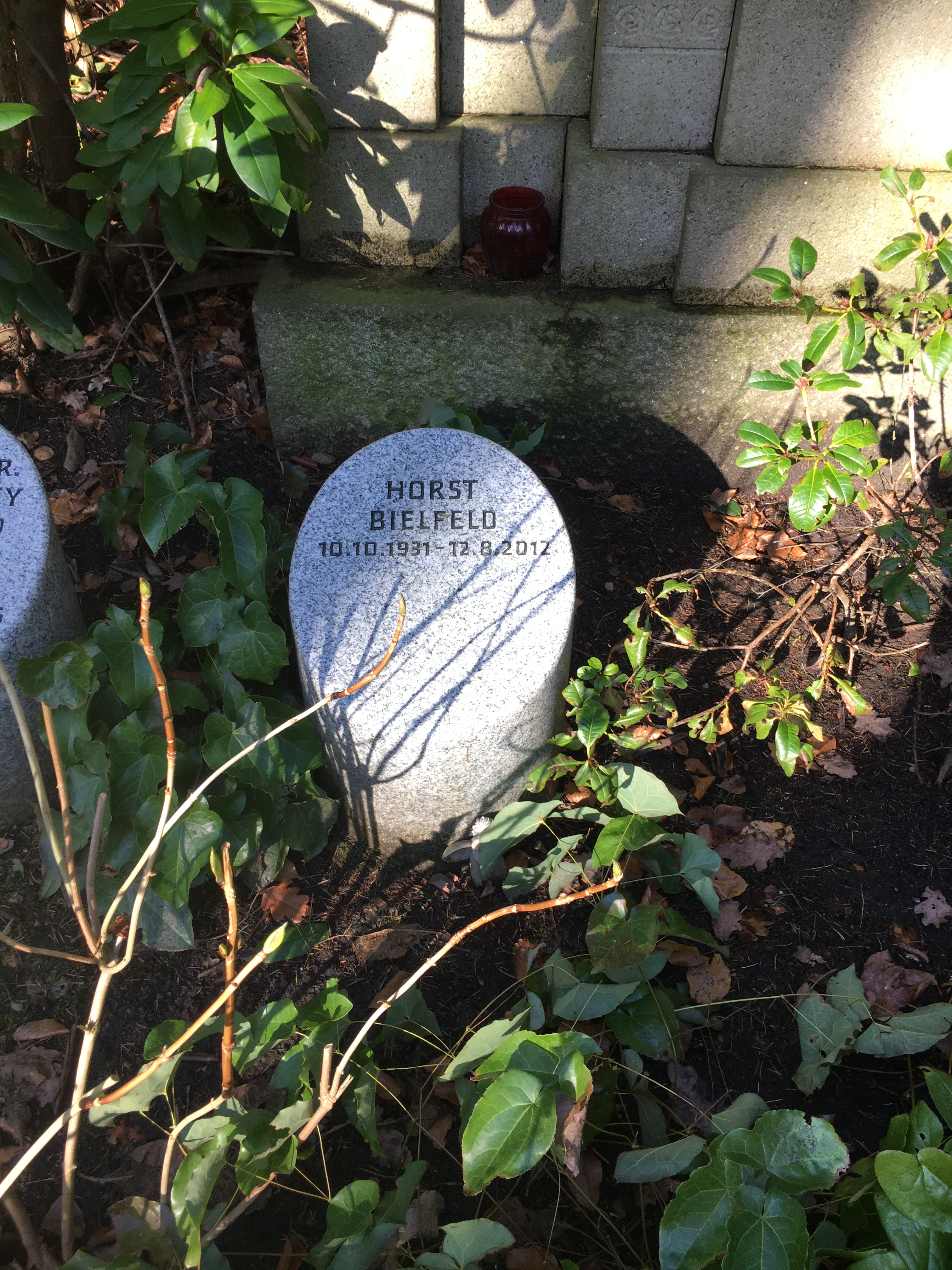
Grabstätte Horst Bielfeld auf dem Friedhof Ohlsdorf

Horst Bielfeld (* 10. Oktober 1931 in Danzig-Langfuhr; † 12. August 2012 in Jameln) war ein Naturfotograf und Autor mit dem Schwerpunkt Tierhaltung, besonders Haltung und Zucht von Ziervögeln wie exotische Körnerfressern und insbesondere Prachtfinken.

## Leben
Schon als Kind hat Bielfeld einheimische Vögel gehalten und beobachtete Tiere. Er absolvierte in Hamburg eine Lehre im Im- und Exporthandel. Anschließend arbeitete er in Kanada u. a. als Holzfäller und im Straßenbau. Parallel zur Arbeit fotografierte er für Vortragsabende und schrieb zunächst für Zeitungen. Später wurde er dann freier Schriftsteller und publizierte seine Veröffentlichungen hauptsächlich in Vereinszeitschriften von Züchterverbänden, oder ab den 90er Jahren auch in den Zeitschriften wie Gefiederte Welt und Papageien. Es folgten zahlreiche Bücher vor allem im Ratgeberbereich und Fachbücher. Bis zu seinem Tod veröffentlichte er Artikel.
Horst Bielfeld wurde auf dem Hamburger Friedhof Ohlsdorf beigesetzt. Dort ruht er in der Familiengrabstätte Petersen-Frey im Planquadrat AC 24.

## Werke (Auswahl)
- Papageien und Sittiche – Arten • Pflege • Sprechunterricht; Falken Verlag, Niedernhausen/Ts. 1982, ISBN 3-8068-0591-1
- Einheimische Singvögel. Schutz, Pflege und Zucht; Ulmer Eugen Verlag, Stuttgart 1984, ISBN 978-3-800162-59-8
- Grassittiche – Neophema • Neopsephotus. Ulmer Verlag, Stuttgart 1992, ISBN 3-8001-7256-9
- Hunde. Falken-Verlag, Niedernhausen/Ts 1978
- Prachtfinken. Stuttgart: Ulmer Verlag, Stuttgart 1973
- Unzertrennliche – Agapornis. Horst Müller-Verlag, Bomlitz 1981, ISBN 978-3-923269-00-6
- Vogelfutter aus der Natur. Samen, Beeren, Grünfutter. Ulmer Verlag, Stuttgart 1993
- Weber, Witwen, Sperlinge als Volierenvögel. Ulmer Verlag, Stuttgart 1976
- Wellensittiche – Arten • Haltung • Pflege • Sprechunterricht • Zucht; Falken Verlag, Niedernhausen/Ts. 1985, ISBN 3-8068-5136-0
- Zeisige, Girlitze, Gimpel und Kernbeißer. Ulmer Verlag, Stuttgart 2003
- Ziervögel als Hausgenossen – Alle Arten, ihre Haltung, Pflege und Zucht. Hanseatic Verlag, Bremen 1976
- Ziervögel in Haus und Voliere. Falken-Verlag, Niedernhausen/Taunus 1977
- 300 Ziervögel. Ulmer Verlag, Stuttgart 2009